# Dekrety Beneša

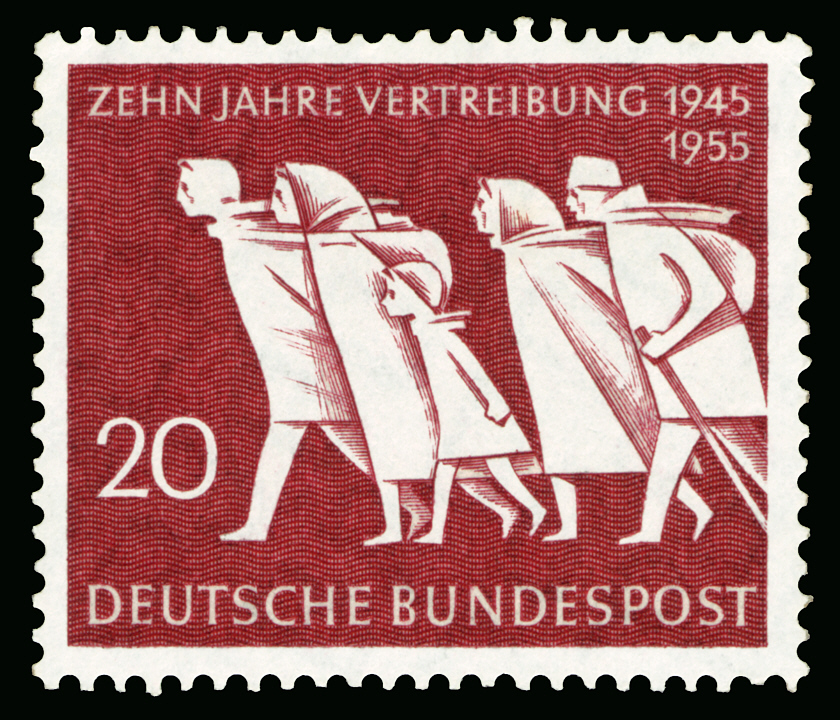
Zachodnioniemiecki znaczek pocztowy upamiętniający wysiedlenia (1955)

Dekrety Beneša, dekrety Benesza – seria aktów prawnych wydanych przez rząd Republiki Czechosłowackiej na uchodźstwie w latach 1940–1945, w okresie nieistnienia parlamentu podczas okupacji niemieckiej w okresie II wojny światowej. Wszystkie dekrety otrzymywały kontrasygnatę prezydenta republiki Edvarda Beneša i stąd też powszechnie nazywane są dekretami Beneša.
Najbardziej znane z nich zostały wydane w 1945 i dotyczyły całkowitej konfiskaty mienia Niemców sudeckich oraz części Węgrów, pozbawienia ich obywatelstwa czechosłowackiego oraz przymusowego wysiedlenia ponad 3 milionów Niemców do amerykańskiej strefy okupacyjnej i Austrii oraz przeszło 100 tysięcy Węgrów na Węgry.
Znaczenie dekretów jest przedmiotem ożywionej debaty historyków oraz znawców prawa międzynarodowego. Powraca także w debacie politycznej, szczególnie w Bawarii (wśród środowisk wypędzonych) oraz na Węgrzech. Przez wiele lat dekrety Benesza – zwłaszcza ich część określająca nowy status prawny zdecydowanej większości niemieckich i części węgierskich obywateli Czechosłowacji – stanowiły główną przeszkodę w normalizacji stosunków między Czechosłowacją (potem Czechami i Słowacją) z jednej strony, a Niemcami i Węgrami z drugiej. Dekrety stanowiły podwaliny prawne pod przymusowe wysiedlenie Niemców sudeckich oraz Węgrów z ziem, na których mieszkali od wieków, na zasadzie odpowiedzialności zbiorowej.
Z wyjątkiem dwóch aktów prawnych, 89 dekretów (razem z przepisami wykonawczymi) pozostaje w mocy zarówno w prawodawstwie Czech (nieprzerwanie od 1 stycznia 1993), jak i Słowacji (odpowiednio). Oba państwa powstałe po rozpadzie Czechosłowacji utrzymują niezmienne stanowisko, że odwołanie dekretów stanowiłoby przekreślenie wyników II wojny światowej.

## Kazus Liechtensteinów
Efektem dekretów Benesza było pozbawienie majątku wszystkich osób pochodzenia niemieckiego, bez względu na posiadane obywatelstwo. Dotknęło to również panującą w Liechtensteinie dynastię Liechtensteinów, której członkowie nie byli obywatelami niemieckimi. Co więcej, dynastia ta nie współpracowała z nazistami (ówczesny książę wyjechał do Vaduz, nie chcąc zostać jednym z kolaborantów) i nigdy nie uznała utworzenia Protektoratu Czech i Moraw, a w czasie II wojny światowej utrzymywała kontakty i wspomagała finansowo czechosłowacki rząd na emigracji. Mimo to znacjonalizowano ich majątki (tereny rolne, lasy, zamki). Z tego względu przez wiele lat Liechtenstein nie utrzymywał stosunków dyplomatycznych z Czechosłowacją, a także powstałymi z niej Czechami i Słowacją. Stosunki z oboma państwami zostały nawiązane dopiero 13 lipca 2009 (Czechy) i 9 grudnia 2009 (Słowacja).